# Marmelsteiner Hof

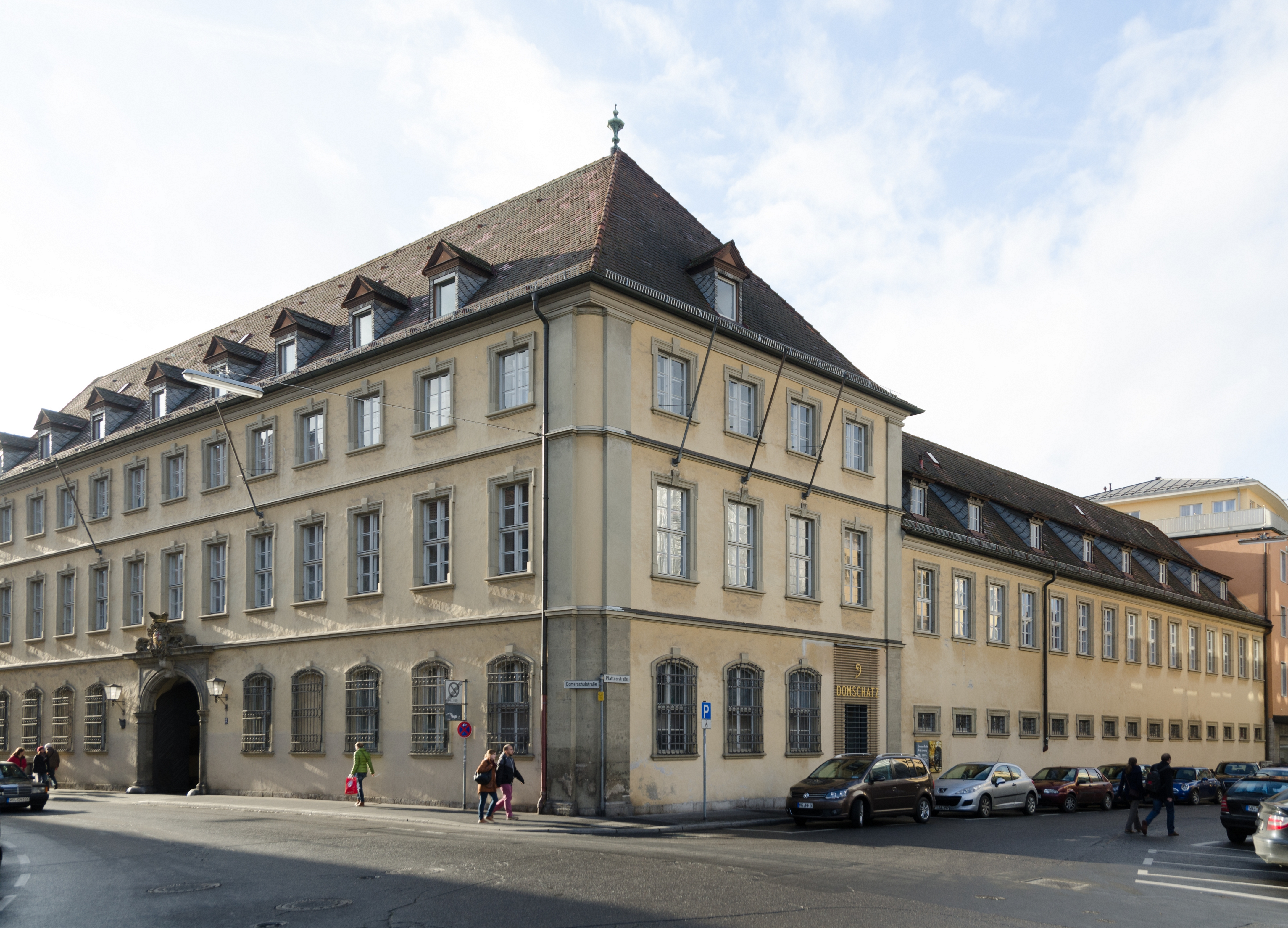
Marmelsteiner Hof in der Domerschulstraße, von Norden

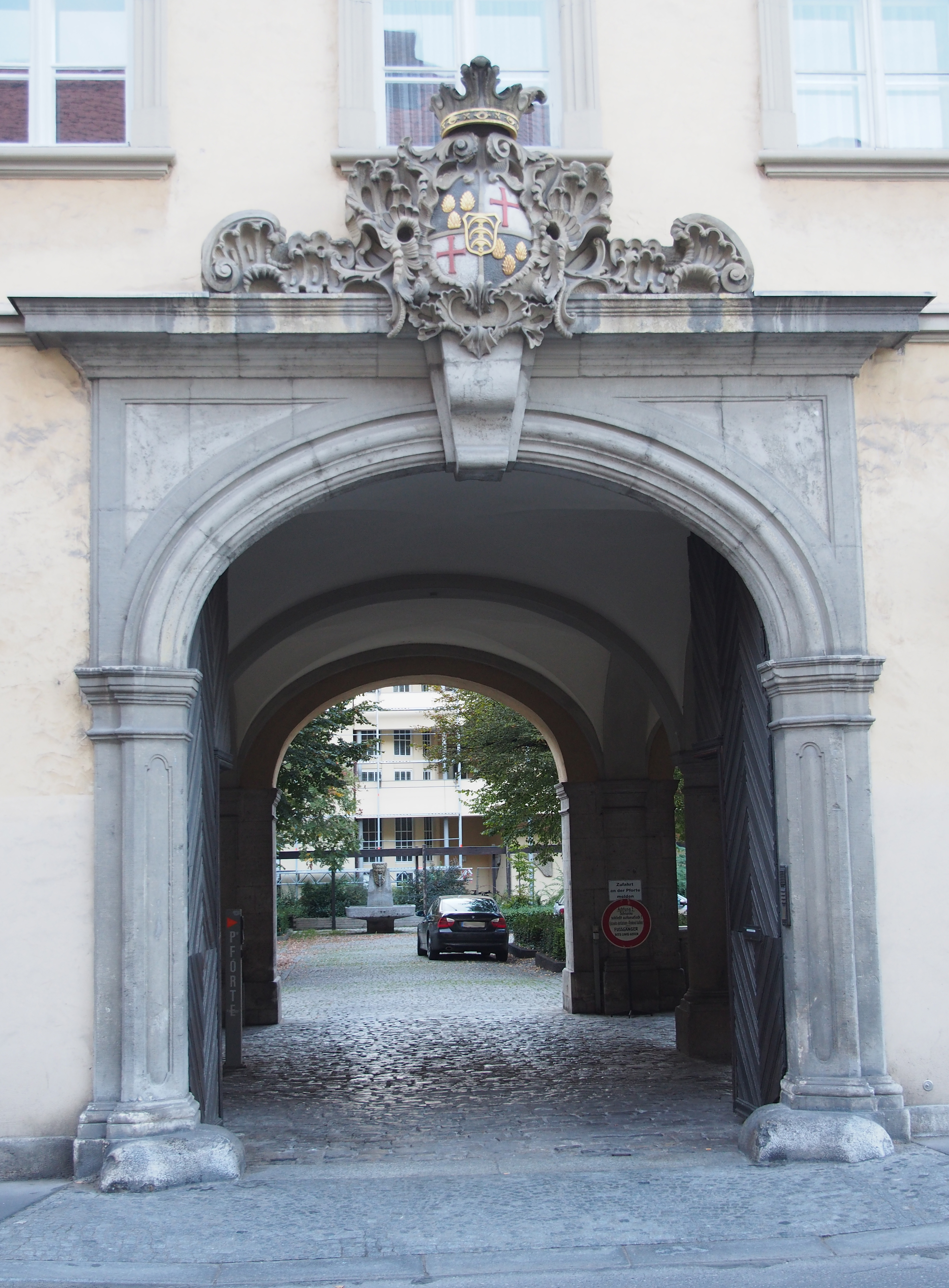
Eingangsportal zum Hof

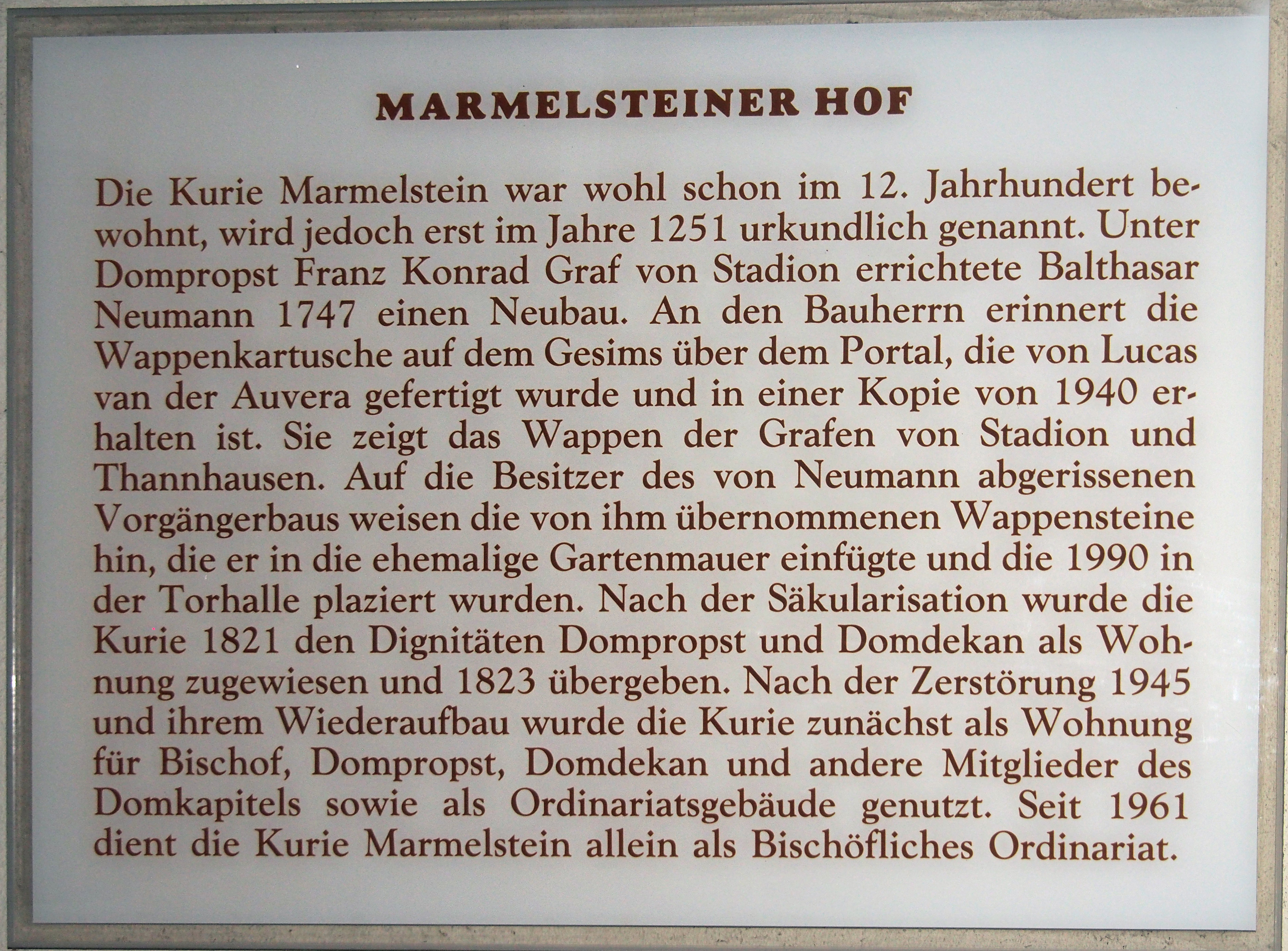
Infotafel

Der Marmelsteiner Hof (genannt auch Domherrenhof Stadion) zählt als Kurie Marmelstein zu den im Kern ältesten Domherrnhöfen in Würzburg. Den Namen erhielt er nach Domkapitular Eberhard von Marmelstein in der zweiten Hälfte des 12. Jahrhunderts. Er war damals schon bewohnt. Erstmals urkundlich erwähnt wurde er 1251. Das Gebäude, das nach dem Zweiten Weltkrieg wiedererstand, wurde 1747 durch Balthasar Neumann im Auftrag von Dompropst Franz Konrad von Stadion und Thannhausen errichtet. Noch heute  Die Wappenkartusche auf dem Gesims über dem Portal (gefertigt von Lukas Anton van der Auwera) erinnert an den Bauherrn. Die Kopie von 1940 zeigt das Wappen der Grafen von Stadion und Thannhausen. Nach der Säkularisation wurde die Kurie im Jahre 1823 Wohnung des Dompropstes und Domdekans.
Beim Bombenangriff auf Würzburg am 16. März 1945 wurde auch der Marmelsteiner Hof zerstört. Nach dem Wiederaufbau wurde die Kurie als Wohnung für Bischof, Dompropst, Domdekan und andere Mitglieder des Domkapitals sowie als Ordinariatsgebäude benutzt. Seit 1961 findet die Kurie allein als Bischöfliches Ordinariat Verwendung.
Im Marmelsteiner Hof wurde am 31. August 1990 die diözeseneigene Galerie Marmelsteiner Kabinett durch den Bischof Paul-Werner Scheele eröffnet. Die Galerie widmete sich vor allem der religiösen Kunst Frankens und soll gemäß Scheele „Brücken schlagen zwischen Evangelium und Kultur, zwischen der Vergangenheit und der Gegenwart, Brücken von Menschen zu Mensch“.
Der im Marmelsteiner Hof als Dauerausstellung gezeigte Würzburger Domschatz wurde 2015 in den Kiliansdom überführt.

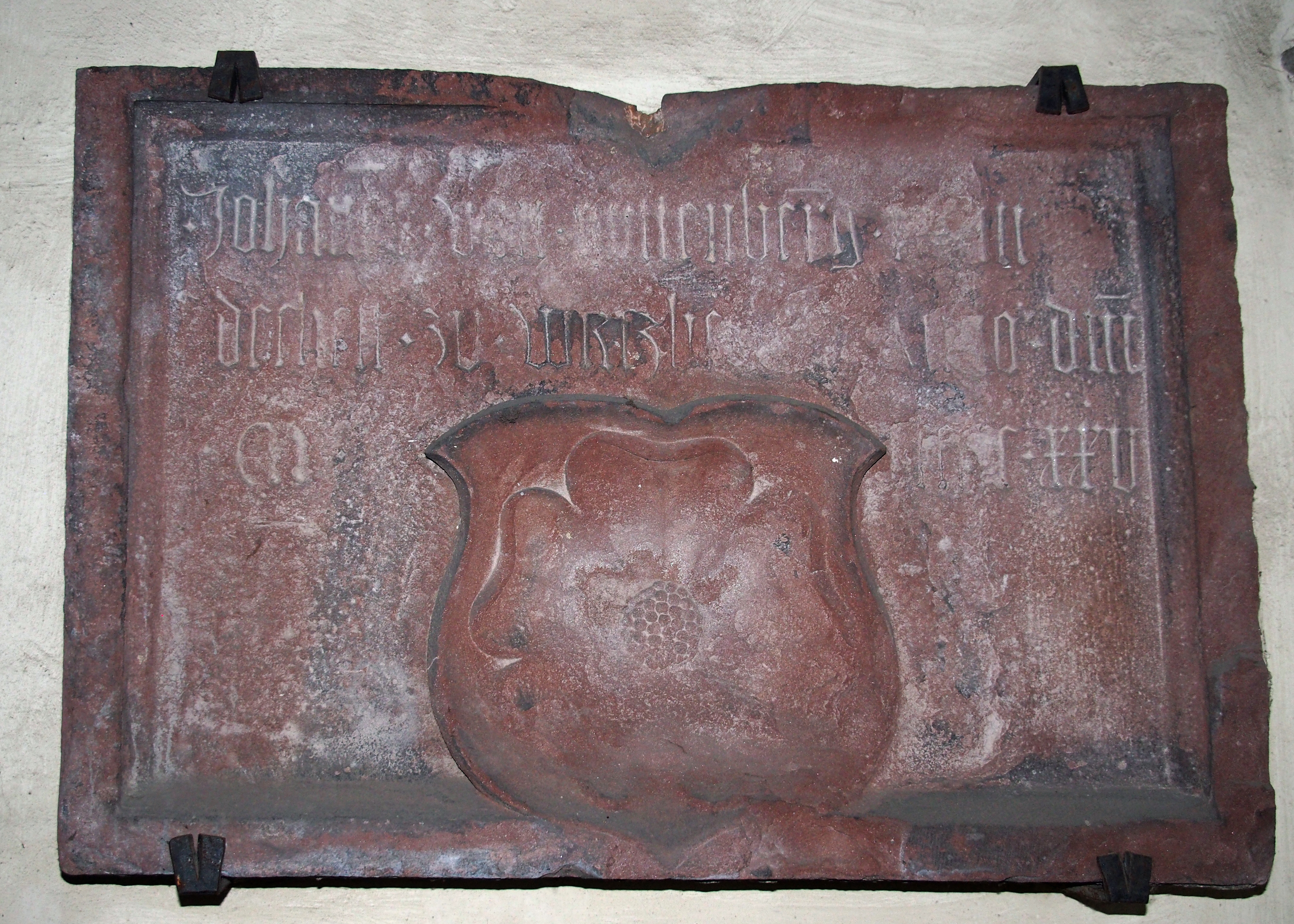
Von Guttenberg-Wappen am Eingang

Am Eingang zum Marmelsteiner Hof befindet sich das Wappen der Familie von Guttenberg, die Inschrift lautet:

„Johannes von Guttenberg thumdechett zu wirtzberg etc. Anno dmni 1525“